# أليكس باين
أليكس باين (بالإنجليزية: Alex Payne)‏ هو مقدم تلفزيوني بريطاني، ولد في يونيو 1980.